# رئیس دولت

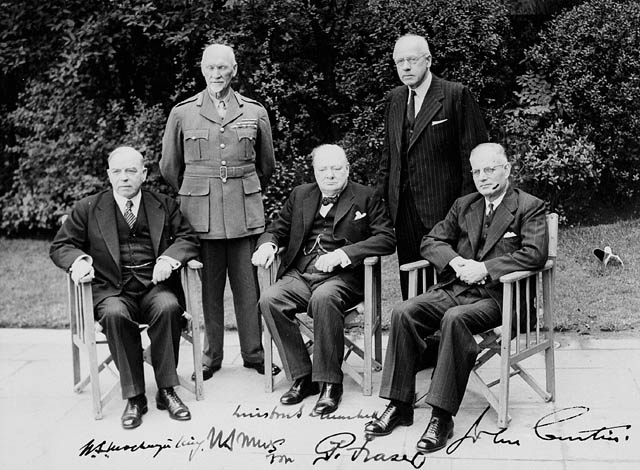
رؤسای دولت پنج کشور از اتحادیه کشورهای هم‌سود؛ کانادا، بریتانیا، آفریقای جنوبی، نیوزیلند و استرالیا در سال ۱۹۴۴

رئیس دولت به مقامی گفته می‌شود که مسئولیت هدایت و پیشبردِ فعالیت‌های دولت یک کشور و رهبری هیئت وزیران را بر عهده دارد. در نظام‌های دمکراتیک ریاستی رئیس دولت و رئیس کشور یک شخص هستند: مثل رئیس‌جمهور ایالات متحده که هم بالاترین مقام سیاسی کشور محسوب میشود ریاست کشور را بر عهده دارند و هم ریاست دولت در اختیار آن است. در نظام‌های پارلمانی چون بریتانیا و آلمان معمولاً رهبر حزب حاکم پارلمان رهبری قوه مجریه را بر عهده دارد و رئیس دولت محسوب می‌شود. در نظام‌های ریاستی مشروعیت رئیس دولت برخاسته از آرای وی در انتخابات سراسری است اما در سیستم‌های پارلمانی حمایت نمایندگان مردم در قوه مقننه است که به رئیس دولت مشروعیت می‌بخشد. در فرانسه، که یک نظام نیمه ریاستی محسوب می‌شود، رئیس‌جمهور رئیس دولت نیست اما می‌تواند ریاست جلسات هیئت دولت را بر عهده بگیرد و مسئولیت‌های مستقیمی را در مسائل مربوط به دفاع ملی و سیاست خارجی اعمال کند. او همچنین حق انتخاب و پذیرش استعفای رئیس دولت یعنی نخست‌وزیر را دارد.